# Melchor Malo de Molina
Ostentaron el nombre de Melchor Malo de Molina, los miembros de cuatro generaciones sucesivas estrechamente vinculadas a la historia de la ciudad de Lima (Perú) entre los siglos xvi y xvii.

## Melchor Malo de Molina y Alarcón
Bautizado en Cuenca (España), Parroquia de San Salvador, el 6 de septiembre de 1573. Fueron padrinos Pedro Jaraba y María Sandoval.
Hijodalgo. Se estableció en el virreinato del Perú, donde alcanzó los rangos de Regidor y de Alguacil Mayor de la Corte de la Audiencia de Lima. Se casó en Perú con Mariana de Ribera y Ponce de León de la Torre, nacida en Huamanga, cuyo linaje procedía de la ciudad de Úbeda (España).
Dejó testamento ante el escribano Francisco García Urtiaga.

## Melchor José Malo de Molina y Ponce de León y Ribera
Hijo del anterior, nacido en Lima en 1616, y bautizado ahí el 29 de mayo de 1618 por el canónigo Silvano Vega, apadrinado por Enrique Carrillo, fue Alguacil Mayor de la Real Audiencia de Lima y General de la Caballería del Reino del Perú. Asimismo, fue Caballero de Santiago desde el 17 de julio de 1646. Falta expediente en el Archivo Histórico Nacional de España, pero consta en el mismo en la página 251 del Tomo IV de las Genealogías de Cavalleros de la Orden de Santiago, desde el año 1542 hasta 1855. Fue Maestre de Campo, Regidor de Cabildo, y Alcalde Lima en 1681 y 1682.
Testó en Lima en 1679, dejando heredero del mayorazgo, que fundaron sus padres en febrero de 1638, ante el escribano de Lima Bartolomé Cívico.

## Melchor José Malo de Molina y Aliaga Sotomayor
Fue hijo del anterior. Contrajo matrimonio con Doña Mencía de Spínola Villavicencio. Fue el fundador del Marquesado de Monterrico, el 26 de marzo de 1687, concedido por Carlos II. Nació en Lima en 1643 y fue bautizado el 13 de noviembre del mismo año por Lucas Palomares. Su padrino fue el Maestre de Campo Baltasar Malo de Molina y su testigo Pedro Malo de Molina.
Entre sus honores sobresalen los siguientes:
- Capitán
- Maestre del Campo
- Alguacil Mayor de la Corte de Audiencia de Lima
- Regidor Perpetuo del Cabildo
- Caballero de la orden de Santiago (1681 o 1682) 
- Caballero de la Orden de Calatrava desde 1695, según expediente nº1476 del Archivo Histórico Nacional.
Hay constancia de que este o el anterior marqués de Monterrico, que figuraban entre los personajes más ricos e influyentes de su tiempo, legó a su hijo la suma de unos 400 mil pesos, que Flores Zúñiga evalúa en unos 40 o 50 millones de dólares actuales. El Castellano o Peso de Oro era una moneda que tenía el peso de la centésima parte de una libra de oro fino. En cuanto a la extensión de su hacienda, dice el mismo autor que su propiedad abarcaba todo Monterrico grande y chico. Más o menos desde la Universidad Ricardo Palma hasta más allá de la Universidad de Lima.

## Melchor Malo de Molina y Espínola
Hijo del anterior. Segundo marqués de Monterrico desde el 18 de mayo de 1717. Desposó con Doña Catalina Isidora de Carvajal-Vargas y a raíz de su matrimonio recayeron sobre él los títulos de IX Correo Mayor de las Indias y IV Conde de Castillejo.

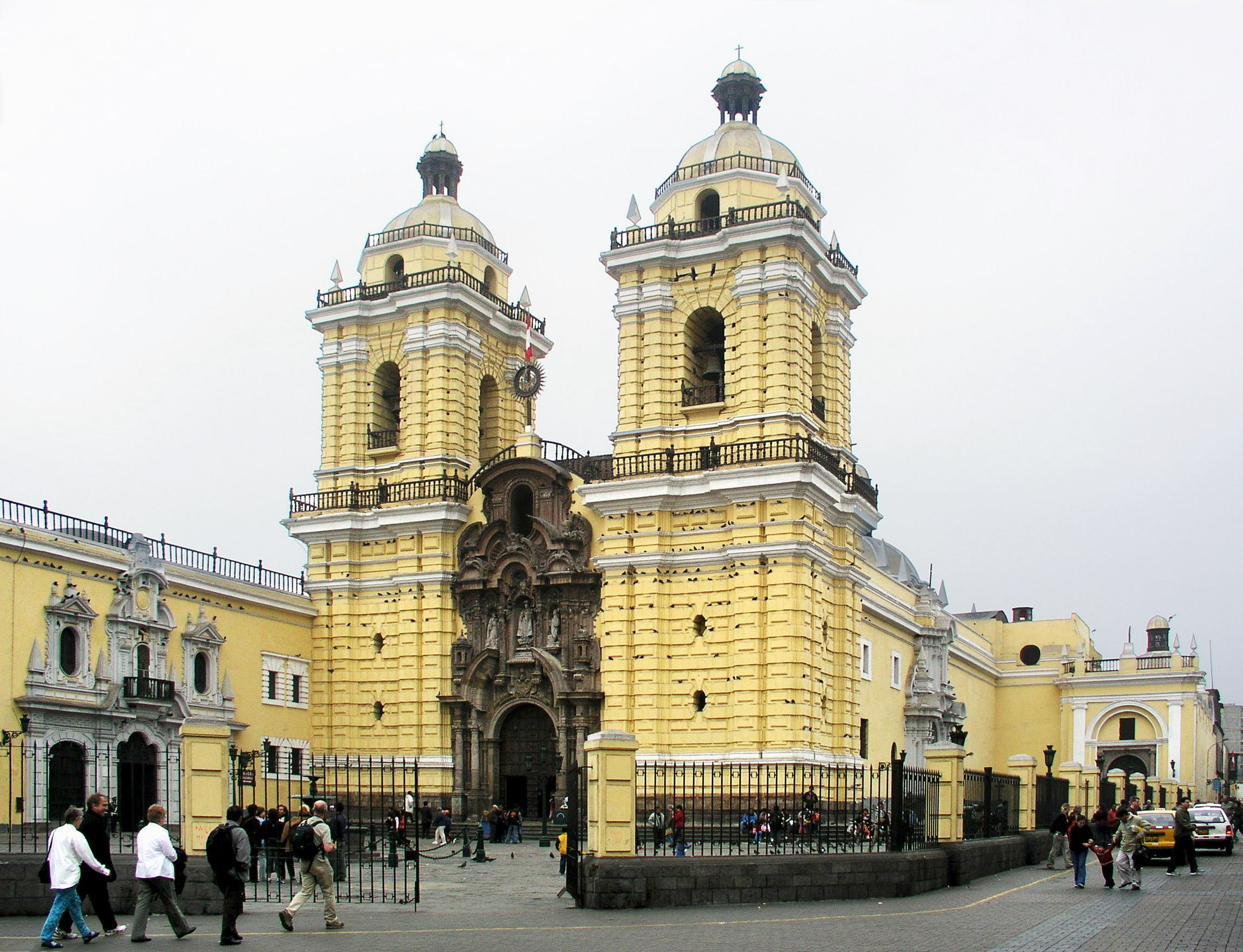
Basílica y convento de San Francisco, en Lima, cuyo aspecto actual es consecuencia de las aportaciones de los marqueses de Monterrico.

Como su abuelo, fue alcalde de Lima (año 1723).
En 1741, como coronel al mando de un regimiento combatió a la escuadra inglesa que causó graves daños en el Virreinato del Perú.
Como Brigadier mandó una División a Huarochirí para sofocar el levantamiento de los indígenas, quienes desesperados por los abusos del corregidor Villa de Moros, le habían asesinado de forma bárbara. Logró el marqués someterlos y pacificar el país a costa de esfuerzos y no poca efusión de sangre tanto en choque de armas como en castigos. Todo ello está reflejado en un largo poema épico compuesto en 1751 por Francisco del Castillo.
La Hacienda de Monterrico suministró materiales para el complejo religioso constituido por la Basílica y Convento de San Francisco de Lima. El marqués falleció en 1752. Y probablemente, está enterrado en el interior de este complejo religioso, según su voluntad, en posición donde se pudiese ver el altar mayor. Aunque, es posible que este enterrado en las catacumbas mezclado con el pueblo en señal de humildad, con la única prerrogativa del ventanuco que se abre al altar mayor.

## Reminiscencias en Lima
Hasta 1862, cada cuadra de las vías del centro histórico de Lima recibía un nombre diferente. Así, la cuadra 3 del jirón Huallaga se llamaba Melchor Malo en homenaje a esta prominente familia, que vivió allí.

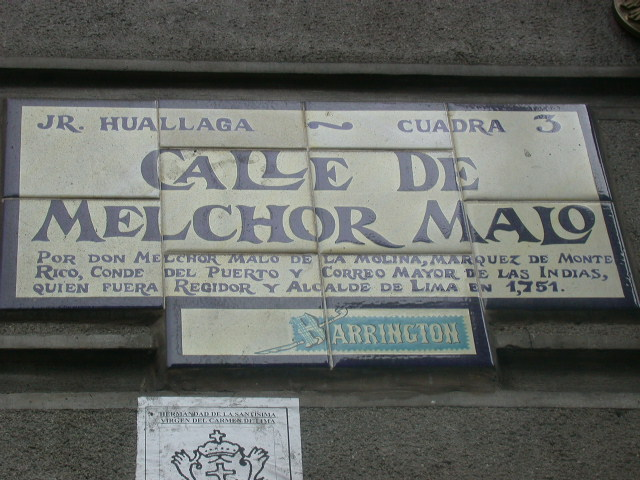
Rótulo de la Calle Melchor Malo en el Centro Histórico de Lima. Esta vía pública se llama en la actualidad jirón Huallaga.

Asimismo, en el distrito de Santiago de Surco también hay una calle llamada Melchor Malo. Por otro lado, es muy probable que el distrito de La Molina, situado en la antigua hacienda Monterrico, cuna del Marquesado, deba su nombre al apellido familiar de los marqueses.

## Fin de la dinastía
Esta rama de la familia Malo de Molina se extinguió con el último de los personajes citados. El Marquesado de Monterrico pasó a una hermana del II Marqués, ya que su hermano murió sin descendencia. Por lo que, el título fue provisionalmente extinguido, y posteriormente, rehabilitado por otros apellidos.
No obstante, hay referencias en la ciudad de Lima del papel histórico de otros Malo de Molina de relación incierta, pero probable con los anteriores, como José Manuel Malo de Molina. Cuya persona en 1821, fue uno de los firmantes del acta de independencia del Perú, en fecha 15 de julio de 1821. También se encuentra, Juan Malo de Molina, quien en septiembre de 1774 era copropietario, junto a Joseph de Andía y Valera del pailebote llamado "San Miguel", conocido como "El Júpiter", Donde zarpando en esa fecha del puerto de El Callao, con dos franciscanos y un intérprete, navegó a Tahití a convertir la isla al cristianismo. Es muy probable que, a su regreso, aquel pailebote acabó hundido en la playa de Miranaves, a un milla del fondeadero de El Callao.